# Martinszky János
Martinszky János (Ópécska, 1909. augusztus 8. – Mohács, 1949. szeptember 2.) magyar festő, pedagógus.

## Életpályája
Apja postatisztviselő volt, aki családjával 1921-ben Budapestre költözött. A Kispesti Deák Ferenc Gimnáziumban érettségizett 1927-ben. Szőnyi István szabadiskolájában és a Magyar Képzőművészeti Főiskolán Bosznay István és Rudnay Gyula növendékeként tanult 1928–1933 között. 1921-ben költözött át Budapestre. 1936-ban rajztanárként Mohácsra került. 1939-től a Pécsi Képzőművészek és Műbarátok Társasága tagja volt. 1942-ben találkozott Martyn Ferenccel, aki nagy hatást gyakorolt festészetére. 1943-tól a mohácsi Városi Múzeum vezetőjeként dolgozott. 1946-ban az Elvont Művészek Csoportja és a Konkrét Művészet Magyarországi Csoportja tagja lett. 1947-től haláláig művészettörténetet tanított a mohácsi gimnáziumban. Tífuszban halt meg.

## Művei
- Kompozíció (1945)
- Absztrakt kompozíció (1946-1947)
- Mikrovilág (1946-1948)
- Mikrokozmosz (1947)
- Pókhálók (1948)

## Kiállításai

### Egyéni
- 1981-1982 Pécs
- 1990-1996 Mohács

### Válogatott, csoportos
- 1935, 1947-1948, 1984 Budapest
- 1939 Pécs
- 1973 Székesfehérvár
- 1984 Győr